# 곰팡이

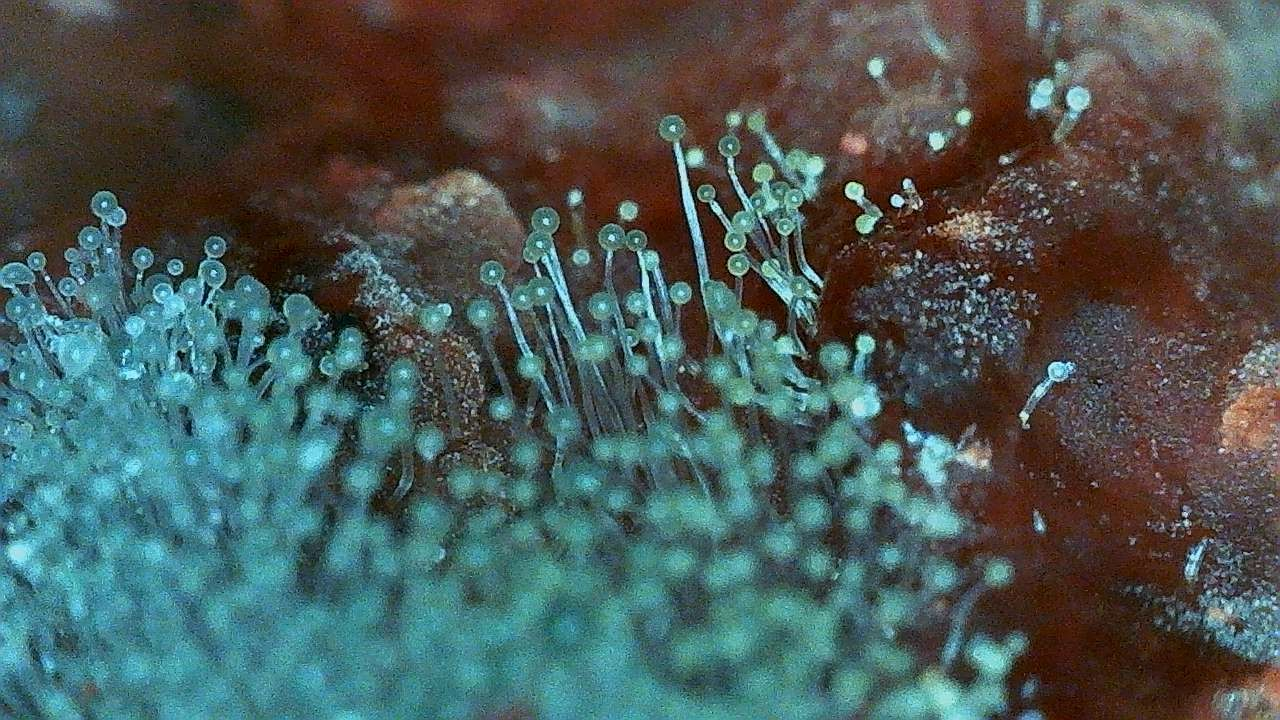
딸기에 핀 곰팡이 근접 사진

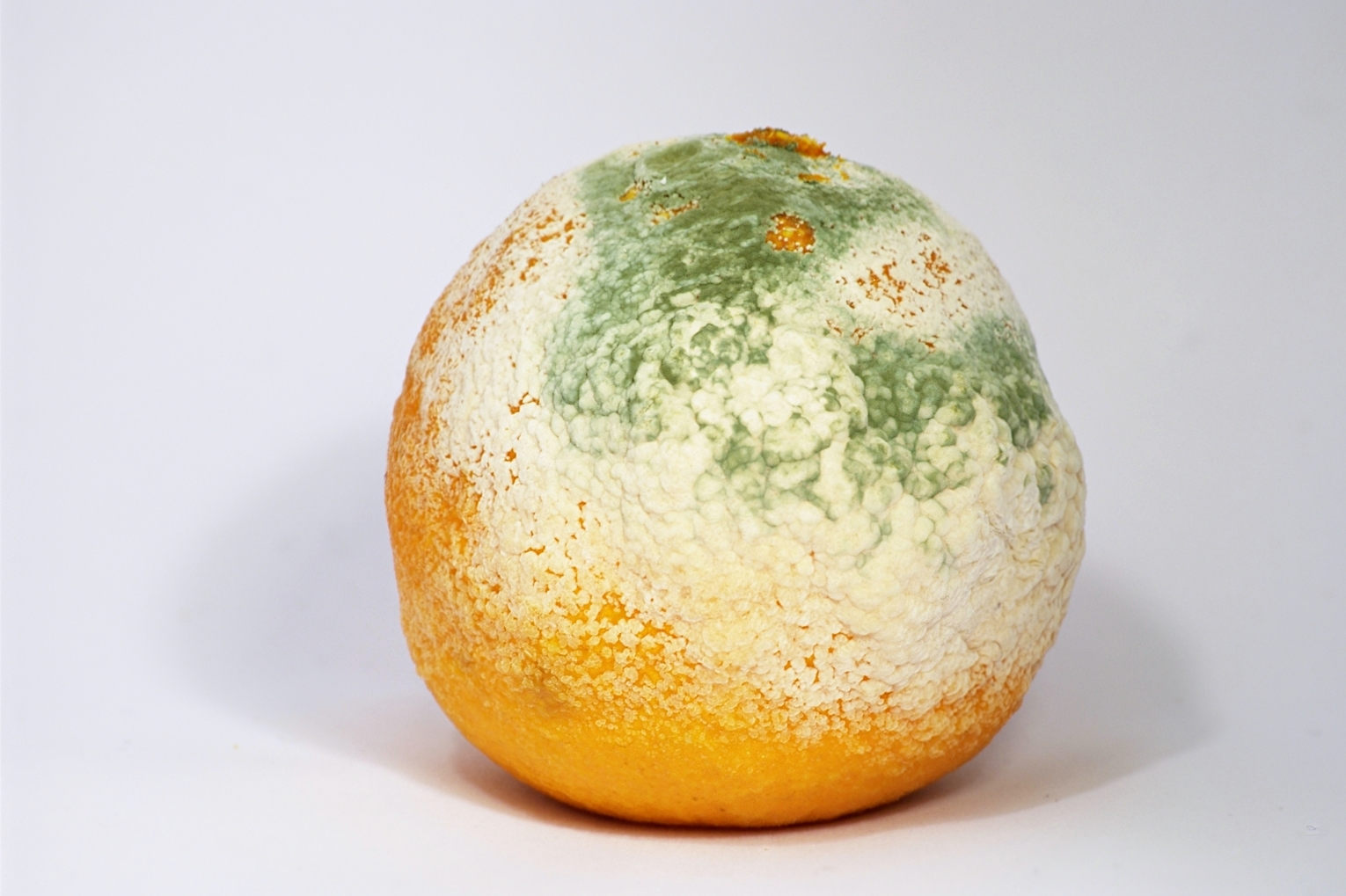
클레멘타인에 자라는 푸른곰팡이

곰팡이는 특정 균류가 형성할 수 있는 구조 중 하나이다. 곰팡이의 먼지 같은 색깔 있는 모습은 포자가 균류 이차 대사산물을 포함하고 있기 때문이다. 포자는 균류의 확산 단위이다. 모든 균류가 곰팡이를 형성하는 것은 아니다. 일부 균류는 버섯을 형성하고, 다른 균류는 단세포로 자라며 미세균류라고 불린다(예: 효모 등).
분류학적으로 다양한 수많은 균류 종이 곰팡이를 형성한다. 균사의 성장은 특히 식품에서 변색과 털 같은 외관을 유발한다. 균사체라고 불리는 이러한 관 모양의 가지를 가진 균사 네트워크는 단일 생명체로 간주된다. 균사는 일반적으로 투명하므로 균사체는 표면에 매우 미세하고 솜털 같은 흰색 실처럼 보인다. 격벽(셉타)은 균사를 따라 연결된 구획을 구분할 수 있으며, 각 구획에는 하나 또는 여러 개의 유전적으로 동일한 핵이 포함되어 있다. 많은 곰팡이의 먼지 같은 질감은 균사 끝에서 분화되어 형성된 무성 포자(분생자)의 풍부한 생산으로 인해 발생한다. 이러한 포자의 형성 방식과 모양은 전통적으로 곰팡이를 분류하는 데 사용된다. 이러한 포자 중 많은 것이 색을 띠고 있어, 이 생애 주기 단계에서 균류가 인간의 눈에 훨씬 더 잘 띄게 된다.
곰팡이는 미생물로 간주되며 특정 분류학적 또는 계통학적 그룹을 형성하지 않지만, 접합균문과 자낭균문에 속하는 것으로 발견될 수 있다. 과거에는 대부분의 곰팡이가 불완전균류로 분류되었다. 곰팡이는 한때 균류로 간주되었던 난균류나 점균류와 같은 현재 균류가 아닌 그룹의 일반적인 이름으로 사용되었다.
곰팡이는 천연 재료의 생분해를 일으키는데, 이는 식품 부패나 재산 피해로 이어질 경우 원치 않는 현상일 수 있다. 또한 곰팡이는 다양한 색소, 식품, 음료, 항생제, 의약품, 효소 생산에서 생명공학 및 식품 과학에 중요한 역할을 한다. 특정 곰팡이로 인해 동물과 인간의 질병이 발생할 수 있다. 질병은 곰팡이 포자에 대한 알레르기 민감성, 체내의 병원성 곰팡이 성장, 또는 곰팡이가 생산하는 독성 화합물(미코톡신)의 섭취 또는 흡입으로 인한 영향으로 발생할 수 있다.

## 생물학

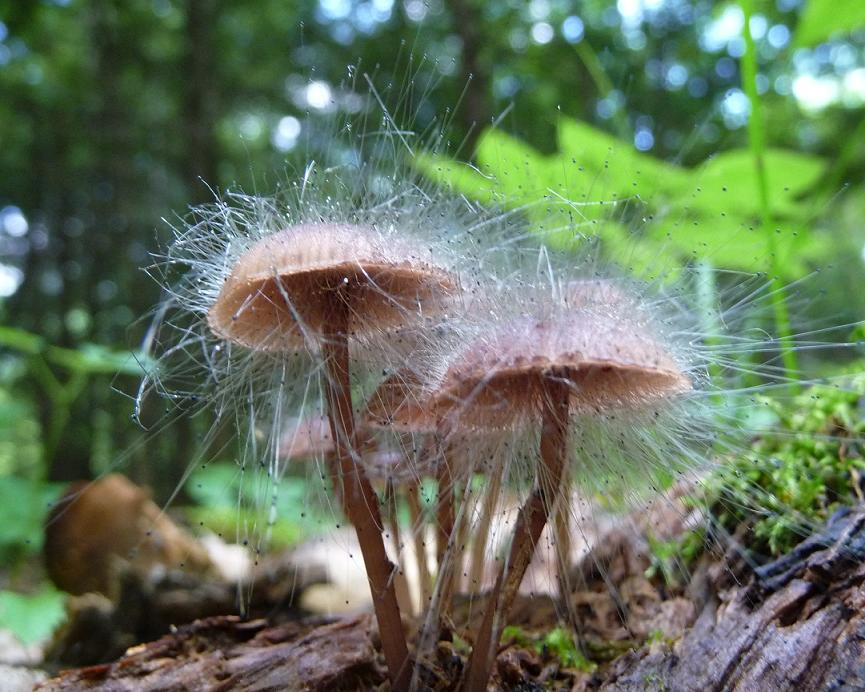
버섯 적갈색애주름버섯곰팡이에 자라는 적갈색애주름버섯곰팡이

수천 종의 곰팡이 종이 알려져 있으며, 이들은 부생생물, 중온균, 저온균, 고온균 등 다양한 생활 방식을 가지며, 인간에게는 소수의 기회 감염균이 있다. 이들은 모두 성장을 위해 습기가 필요하며 일부는 수생 환경에서 서식한다. 모든 균류와 마찬가지로, 곰팡이는 광합성을 통해서가 아니라 자신이 살고 있는 유기물로부터 에너지를 얻으며, 종속영양을 이용한다. 일반적으로 곰팡이는 주로 균사 끝에서 가수분해 효소를 분비한다. 이 효소들은 녹말, 셀룰로스, 리그닌과 같은 복잡한 생체고분자를 균사가 흡수할 수 있는 더 간단한 물질로 분해한다. 이러한 방식으로 곰팡이는 유기물 분해를 일으키는 데 중요한 역할을 하며, 생태계 전체에 걸쳐 영양분 재활용을 가능하게 한다. 많은 곰팡이는 또한 미코톡신과 시데로포어를 합성하며, 이는 용해성 효소와 함께 경쟁 미생물의 성장을 억제한다. 곰팡이는 또한 동물과 인간의 저장된 식품에서 자라 식품을 맛없게 만들거나 독성으로 만들 수 있으며, 따라서 식품 손실과 질병의 주요 원인이다. 많은 식품 저장 전략(염장, 절임, 잼, 병조림, 냉동, 건조)은 다른 미생물의 성장뿐만 아니라 곰팡이의 성장을 막거나 늦추기 위한 것이다.
곰팡이는 많은 수의 작은 포자를 생산하여 번식하며, 이 포자는 단일 세포핵을 포함하거나 다핵일 수 있다. 곰팡이 포자는 무성(세포분열의 산물)일 수도 있고 유성(감수분열의 산물)일 수도 있으며, 많은 종은 두 가지 유형을 모두 생산할 수 있다. 일부 곰팡이는 바람에 의해 확산되도록 적응된 작고 소수성 포자를 생산하며, 이는 오랫동안 공중에 떠 있을 수 있다. 일부 종의 포자 세포벽은 어둡게 색소화되어 있어 자외선 손상에 대한 저항성을 제공한다. 다른 곰팡이 포자는 점액성 외피를 가지고 있으며 물 확산에 더 적합하다. 곰팡이 포자는 종종 구형 또는 난형의 단일 세포이지만, 다세포이며 다양한 모양을 가질 수 있다. 포자는 옷이나 털에 달라붙을 수 있으며, 일부는 극심한 온도와 압력을 견딜 수 있다.
곰팡이는 자연의 모든 죽은 유기물에 자랄 수 있지만, 그 존재는 큰 콜로니를 형성할 때만 육안으로 볼 수 있다. 곰팡이 콜로니는 분리된 유기체로 구성되지 않고 균사체라고 불리는 균사들의 상호 연결된 네트워크이다. 모든 성장은 균사 끝에서 일어나며, 균사가 새로운 식량원을 통해 또는 그 위로 전진함에 따라 세포질과 세포 소기관이 앞으로 흐른다. 영양분은 균사 끝에서 흡수된다. 건물과 같은 인공 환경에서는 습도와 온도가 종종 곰팡이 콜로니 성장을 촉진하기에 충분히 안정적이며, 식품이나 다른 표면에 자라는 솜털이나 털 같은 코팅으로 흔히 보인다.
4 °C (39 °F) 이하의 온도에서 성장을 시작할 수 있는 곰팡이는 거의 없으므로, 식품은 일반적으로 이 온도에서 냉장된다. 성장에 적합하지 않은 조건에서는 곰팡이가 종에 따라 다양한 온도 범위 내에서 휴면 상태로 생존할 수 있다. 다양한 곰팡이 종은 극한의 온도와 습도에 대한 내성이 크게 다르다. 특정 곰팡이는 남극의 눈 덮인 토양, 냉장, 고산성 용매, 항균 비누, 심지어 제트 연료와 같은 석유 제품과 같은 가혹한 조건을 견딜 수 있다.:22
건성애성 곰팡이는 수분 활성 (aw)이 0.85 미만인 비교적 건조하거나 짜거나 달콤한 환경에서 자랄 수 있으며, 다른 곰팡이는 더 많은 습기가 필요하다.

## 일반적인 곰팡이

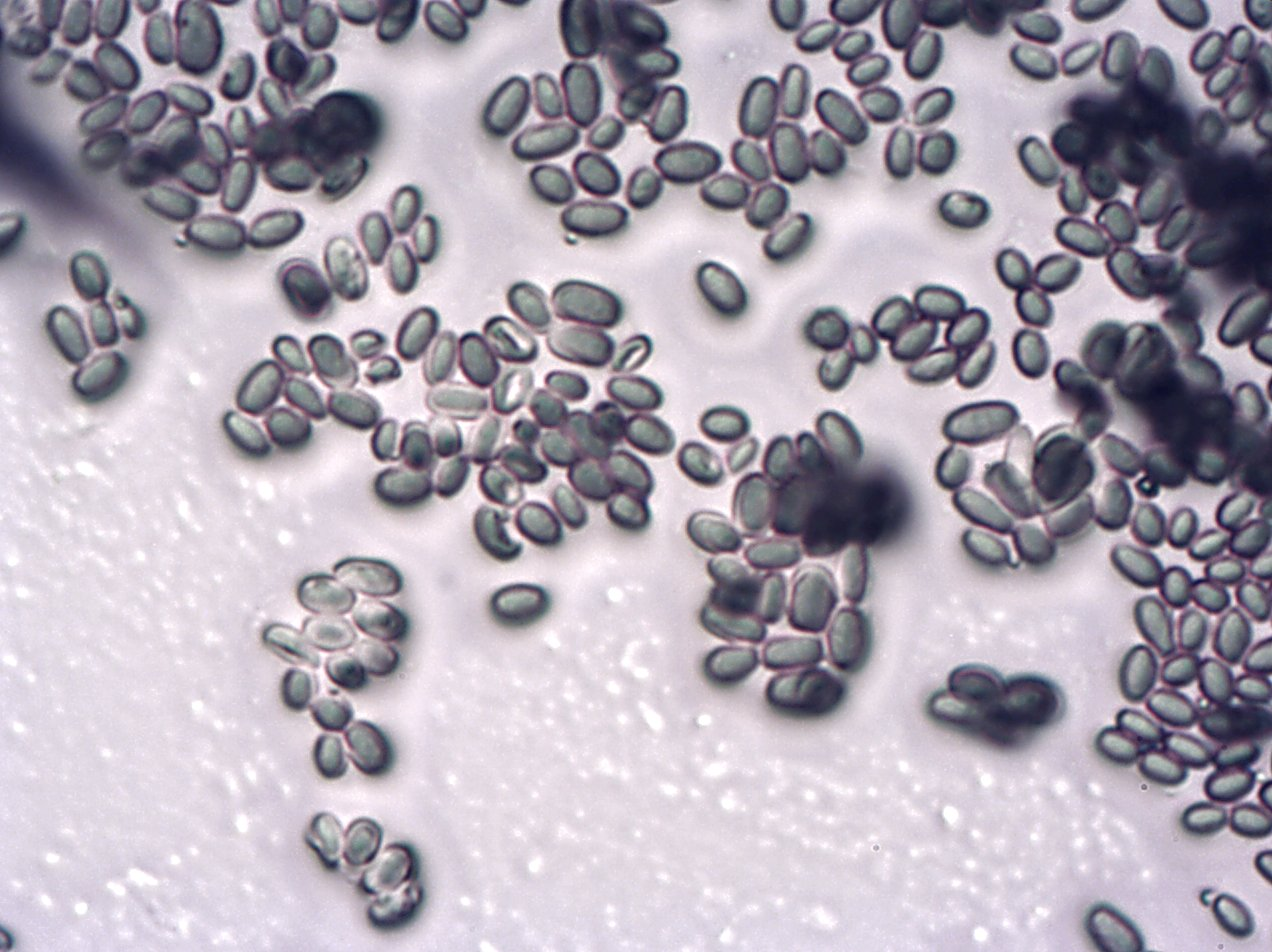
오렌지에 자라는 녹색 곰팡이의 포자, 1000배 습식 마운트

일반적인 곰팡이 속은 다음과 같다.
- 아크레모니움속
- 알테르나리아속
- 아스페르길루스속
- 클라도스포리움속
- 푸사리움속
- 무코르속
- 푸른곰팡이
- 리조푸스속
- 스타키보트리스속
- 트리코더마속
- 트리코피톤속

## 식품 생산
누룩곰팡이는 주로 누룩곰팡이와 부수적으로 A. 소자에와 같은 아스페르길루스속 종의 그룹으로, 수세기 동안 동아시아에서 배양되어 왔다. 이들은 콩과 밀 혼합물을 발효시켜 된장과 간장을 만드는 데 사용된다. 누룩곰팡이는 쌀, 보리, 고구마 등의 녹말을 분해하는 당화 과정을 통해 사케, 쇼추 (술) 및 기타 증류주를 생산한다. 누룩곰팡이는 가쓰오부시를 만드는 데도 사용된다.
홍국은 쌀에 자란 모나스쿠스 푸르푸레우스 곰팡이의 산물이며, 아시아 식단에서 흔하다. 이 효모는 콜레스테롤 합성을 억제하는 것으로 알려진 모나콜린이라고 총칭되는 여러 화합물을 포함한다. 한 연구에 따르면 홍국을 식이 보충제로 사용하고 생선 기름 및 건강한 생활 습관 변화를 병행하면 특정 상업용 스타틴 약물만큼 효과적으로 "나쁜" 콜레스테롤을 줄이는 데 도움이 될 수 있다고 한다. 그럼에도 불구하고, 다른 연구에서는 이것이 신뢰할 수 없고(아마도 비표준화 때문일 수 있음) 간과 신장에 독성을 가할 수 있다고 밝혀졌다.
살라미와 같은 일부 소시지는 숙성 과정에서 맛을 개선하고 세균성 부패를 줄이기 위해 곰팡이 스타터 배양액을 포함한다. 예를 들어, 페니실륨 날기오벤세는 일부 건조 숙성 소시지 품종에서 가루 같은 흰색 코팅으로 나타날 수 있다.
식품 생산에 사용된 다른 곰팡이는 다음과 같다.
- 푸사리움 베네나툼 – 퀀
- 게오트리쿰 칸디둠 – 치즈
- 신경포자 시토필라 – 온콤
- 푸른곰팡이 종 – 브리, 블루 치즈 등 다양한 치즈
- 리조무코르 미에이 – 채식주의자 및 기타 치즈 제조용 미생물 레닛
- 리조푸스 올리고스포루스 – 템페
- 리조푸스 오리자에 – 템페, 주곡 또는 미주의 전신

## 곰팡이에서 추출한 의약품

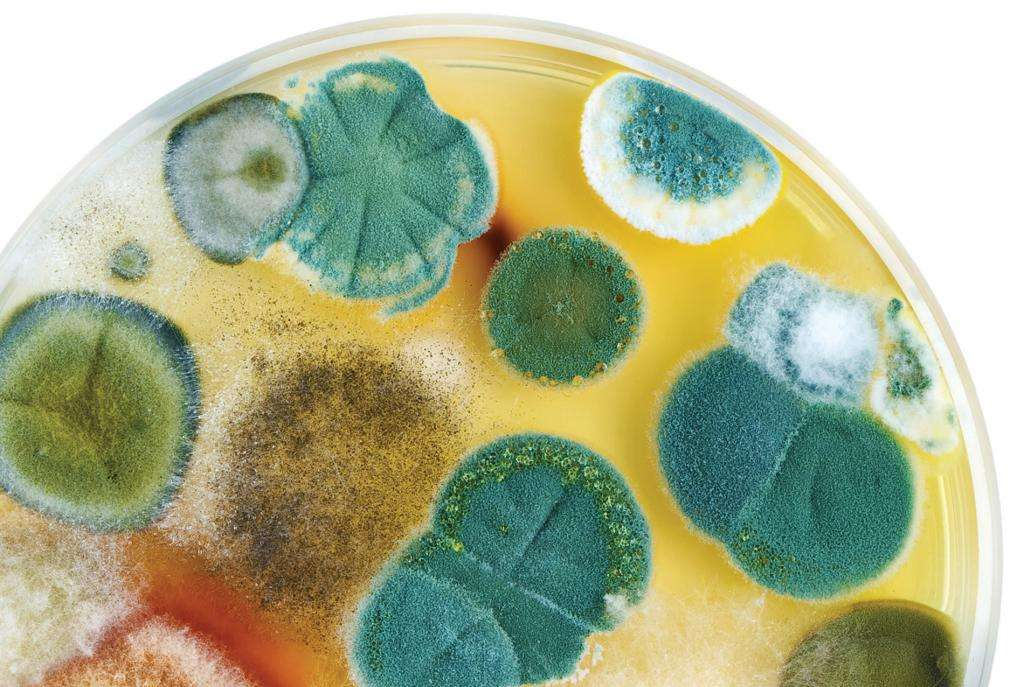
샬레에 있는 곰팡이

알렉산더 플레밍이 우연히 페니실린 항생제를 발견한 것은 페니실리움 루브룸(이후 종은 페니실리움 루벤스로 확립됨)이라는 푸른곰팡이 곰팡이와 관련이 있다. 플레밍은 페니실린을 계속 연구하여 감염 및 기타 질병에서 발견되는 다양한 유형의 박테리아를 억제할 수 있음을 보여주었지만, 의약품 생산에 필요한 충분한 양의 화합물을 생산할 수 없었다. 그의 작업은 옥스퍼드 대학교 팀에 의해 확장되었으며, 클러터벅, 러벨, 레이스트릭은 1931년에 이 문제에 대한 연구를 시작했다. 이 팀 또한 순수한 화합물을 대량 생산할 수 없었으며, 정제 과정이 효과를 감소시키고 항균 특성을 상실시킨다는 것을 발견했다.
하워드 플로리, 언스트 체인, 노먼 히틀리, 에드워드 아브라함도 옥스퍼드에서 연구를 계속했다. 그들은 물 대신 유기 용액을 사용하여 농축 기술을 강화하고 개발했으며, 용액 내 페니실린 농도를 측정하기 위한 "옥스퍼드 단위"를 만들었다. 그들은 용액을 정제하여 농도를 45~50배 높이는 데 성공했지만, 더 높은 농도도 가능하다고 발견했다. 실험이 수행되었고 결과는 1941년에 발표되었지만, 생산된 페니실린의 양은 필요한 치료에 항상 충분하지는 않았다. 이것이 제2차 세계대전 중이었기 때문에 플로리는 미국 정부의 개입을 모색했다. 영국과 미국의 일부 연구팀과 함께 1941-1944년 동안 USDA와 화이자에 의해 결정화된 페니실린의 산업 규모 생산이 개발되었다.
몇몇 스타틴 콜레스테롤 저하제(로바스타틴 등, 아스페르길루스 테레우스에서 추출)는 곰팡이에서 유래한다.
이식 장기 거부 반응을 억제하는 데 사용되는 면역억제제 사이클로스포린은 곰팡이 톨리포클라디움 인플라툼에서 유래한다.

## 건강 영향
곰팡이는 어디에나 존재하며, 곰팡이 포자는 가정 및 직장 먼지의 흔한 구성 요소이다. 그러나 곰팡이 포자가 다량으로 존재할 경우, 인간에게 건강 위험을 초래하여 알레르기 반응 및 호흡기 문제를 일으킬 수 있다.
일부 곰팡이는 인간과 동물에게 심각한 건강 위험을 초래할 수 있는 미코톡신을 생산하기도 한다. 일부 연구는 높은 수준의 미코톡신 노출이 신경학적 문제로 이어질 수 있으며, 일부 경우에는 사망에 이를 수도 있다고 주장한다. 장기간 노출, 즉 매일 가정에서의 노출은 특히 해로울 수 있다. 곰팡이의 건강 영향에 대한 연구는 아직 결론적이지 않다. "독성 곰팡이"라는 용어는 스타키보트리스 차르타룸과 같이 미코톡신을 생산하는 곰팡이를 의미하며, 모든 곰팡이를 의미하지는 않는다.

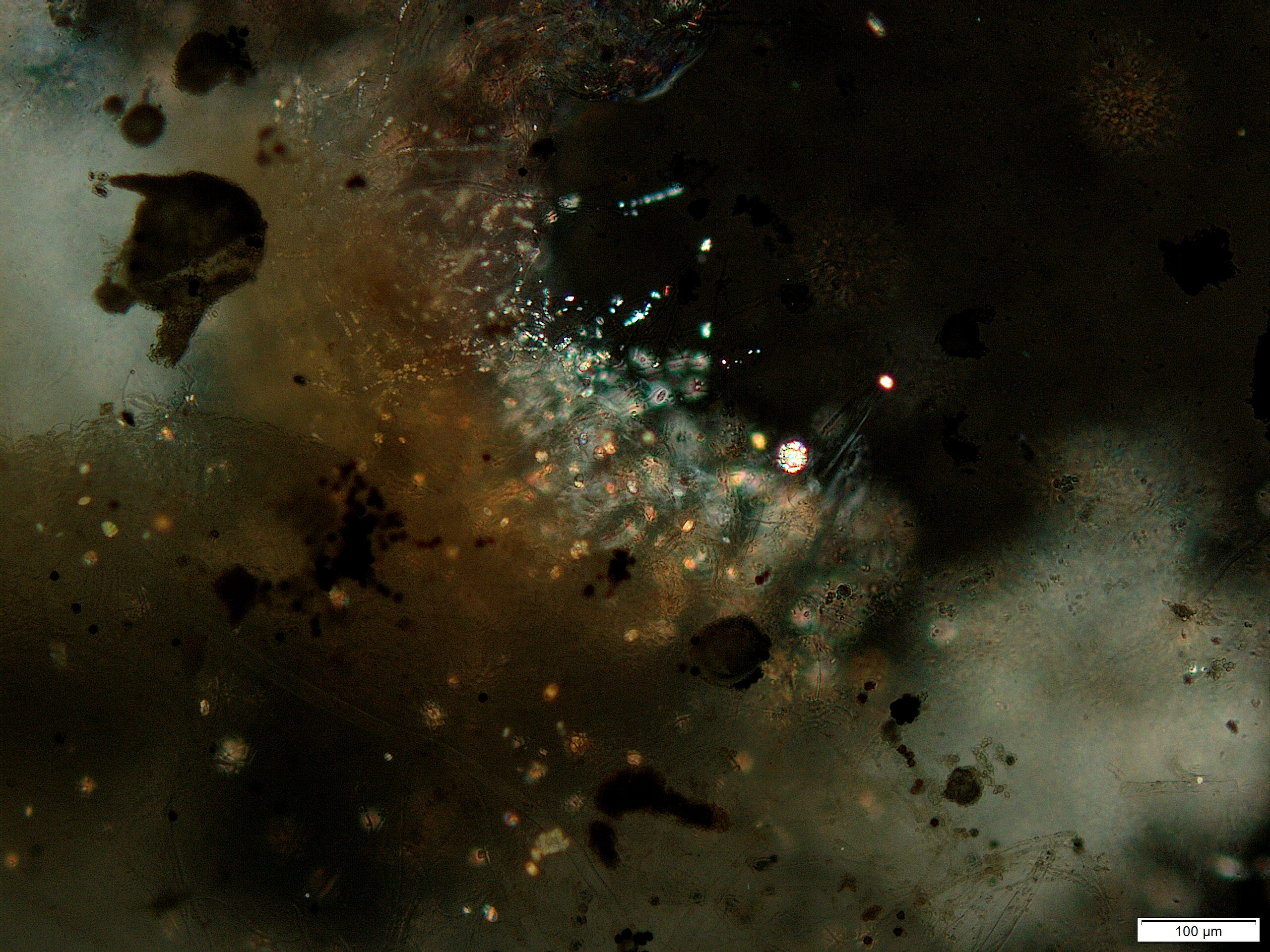
현미경으로 본 자몽의 곰팡이

곰팡이는 또한 특정 곰팡이 종이 저장된 식품에서 자란 후 섭취될 경우 인간과 동물의 건강에 위험을 초래할 수 있다. 일부 종은 아플라톡신, 오크라톡신, 푸모니신, 트리코테신, 시트리닌, 파툴린을 포함한 독성 이차 대사산물을 생산한다. 이러한 독성 특성은 독성이 다른 유기체를 대상으로 할 때 인간에게 유익하게 사용될 수 있다. 예를 들어, 페니실린은 그람 양성균(클로스트리디움속 종 등), 특정 스피로헤타 및 특정 균류의 성장에 부정적인 영향을 미친다.

## 건물 및 가정에서의 성장

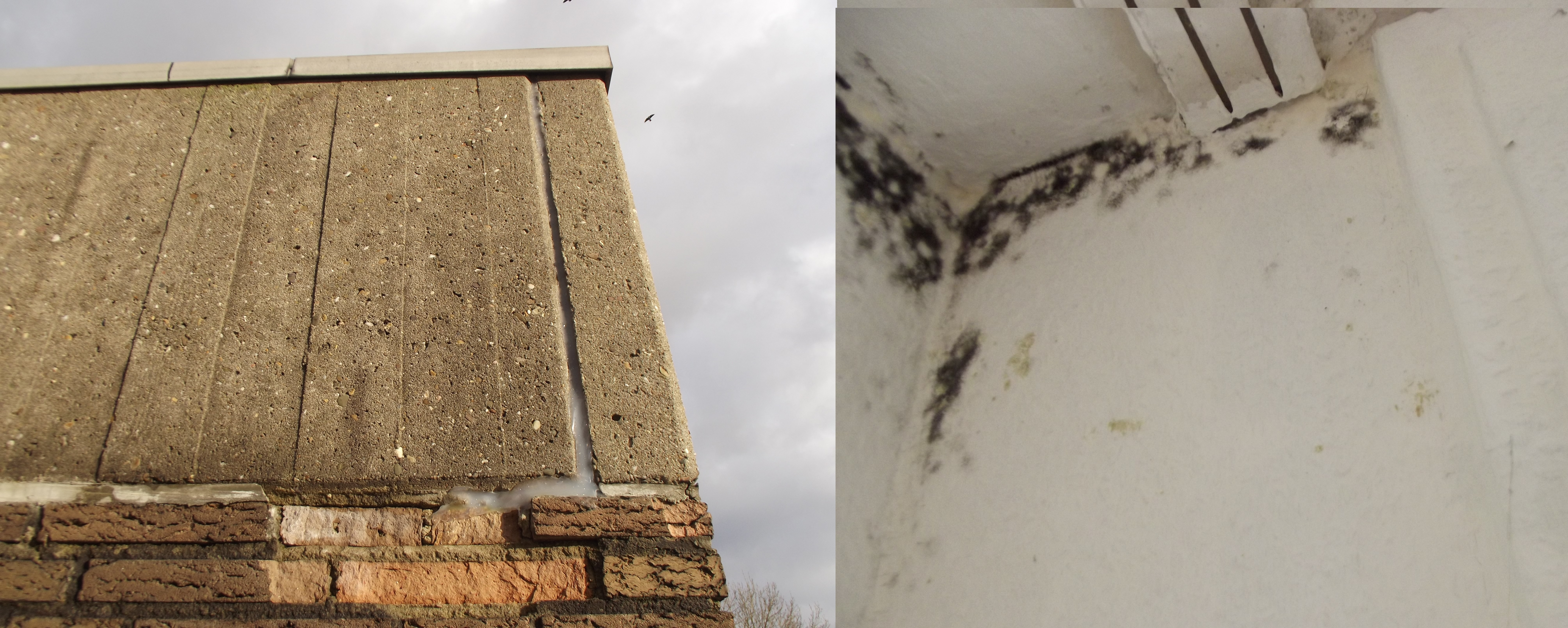
내부와 외부의 곰팡이 핀 집 모서리

건물 내 곰팡이 성장은 일반적으로 곰팡이가 목재와 같은 다공성 건축 자재에 서식할 때 발생한다. 많은 건축 제품은 일반적으로 종이로 덮인 건식벽, 목재 캐비닛, 단열재와 같은 종이, 목재 제품 또는 단단한 목재 부재를 포함한다. 실내 곰팡이 집락화는 미세한 공중 포자가 나무 꽃가루와 유사하게 건물 거주자에게 흡입될 때 다양한 건강 문제를 야기할 수 있다. 외부 조건과 비교하여 실내 공중 포자 양이 많으면 실내 곰팡이 성장이 강력하게 시사된다. 공중 포자 수 측정은 공기 시료 채취를 통해 이루어지며, 알려진 유량의 특수 펌프를 알려진 시간 동안 작동한다. 배경 수준을 설명하기 위해 공기 시료는 영향을 받은 지역, 통제 지역 및 외부에서 채취해야 한다.
공기 샘플러 펌프는 공기를 흡입하고 미세한 공중 입자를 배양 배지에 침전시킨다. 배지는 실험실에서 배양되며 시각적 현미경 관찰을 통해 곰팡이 속 및 종이 결정된다. 실험실 결과는 또한 샘플 간 비교를 위해 포자 수를 통해 곰팡이 성장을 정량화한다. 펌프 작동 시간은 기록되며, 펌프 유량과 곱하면 특정 부피의 공기가 얻어진다. 비록 소량의 공기만 실제로 분석되지만, 일반적인 실험실 보고서는 포자 수 데이터를 외삽하여 입방 미터의 공기에 존재할 포자를 추정한다.
곰팡이 포자는 특정 환경에 이끌려 성장이 용이하다. 이러한 포자는 특정 조건이 충족되어야만 완전히 번성하게 된다. 건물 내 곰팡이 문제를 완화하기 위해 다양한 관행이 따를 수 있으며, 가장 중요한 것은 곰팡이 성장을 촉진할 수 있는 습도 수준을 줄이는 것이다. 공기 여과는 발아에 사용할 수 있는 포자 수를 줄이며, 특히 고성능 미립자 공기(HEPA) 필터가 사용될 때 더욱 그렇다. 제대로 작동하는 AC 장치 또한 실내 상대 습도를 낮춘다. 미국 환경보호청(EPA)은 현재 곰팡이 성장을 억제하기 위해 상대 습도를 60% 미만, 이상적으로는 30%에서 50% 사이로 유지할 것을 권장한다.
곰팡이 제거의 첫 단계는 습기 원인을 제거하는 것이다. 재료를 쉽게 교체할 수 있고 하중 지지 구조물의 일부가 아닌 경우, 영향을 받은 재료를 제거하는 것도 제거에 필요할 수 있다. 숨겨진 벽 공간과 캐비닛 발가락 공간과 같은 밀폐된 공간의 전문적인 건조가 필요할 수 있다. 성공적인 제거를 위해서는 제거 후 수분 함량 및 곰팡이 성장 확인이 필요하다. 많은 계약업체가 제거 후 확인을 직접 수행하지만, 재산 소유자는 독립적인 확인을 통해 이점을 얻을 수 있다. 방치하면 곰팡이는 재산에 심각한 미관 및 구조적 손상을 일으킬 수 있다.

## 예술에서의 사용
다양한 예술가들이 다양한 예술적 방식으로 곰팡이를 사용했다. 예를 들어, 다니엘레 델 네로는 집과 사무실 건물의 축소 모형을 만들고 그 위에 곰팡이가 자라도록 유도하여 불안하고 자연에 의해 회수된 듯한 모습을 연출한다. 스테이시 리비는 확대된 곰팡이 이미지를 유리 위에 샌드블라스트로 새긴 다음, 자신이 만든 틈새에 곰팡이가 자라도록 하여 매크로-마이크로 초상화를 만든다. 샘 테일러존슨은 고전적으로 배열된 정물화의 점진적인 부패를 포착한 여러 타임랩스 영화를 제작했다.

## 같이 보기
- 생체 에어로졸
- 분해
- 실내 곰팡이
- 약용 버섯
- 곰팡이 진드기
- 균근
- 난균류
- 점균류
- 난균류